# Sahibganj
Sahibganj è una suddivisione dell'India, classificata come municipality, di 80.129 abitanti, capoluogo del distretto di Sahibganj, nello stato federato del Jharkhand. In base al numero di abitanti la città rientra nella classe II (da 50.000 a 99.999 persone).

## Geografia fisica
La città è situata a 25° 15' 0 N e 87° 39' 0 E e ha un'altitudine di 15 m s.l.m..

## Società

### Evoluzione demografica
Al censimento del 2001 la popolazione di Sahibganj assommava a 80.129 persone, delle quali 42.804 maschi e 37.325 femmine. I bambini di età inferiore o uguale ai sei anni assommavano a 12.686, dei quali 6.547 maschi e 6.139 femmine. Infine, coloro che erano in grado di saper almeno leggere e scrivere erano 50.594, dei quali 30.037 maschi e 20.557 femmine.